# Magelona minuta
Magelona minuta är en ringmaskart som beskrevs av Eliason 1962. Magelona minuta ingår i släktet Magelona och familjen Magelonidae. Arten är reproducerande i Sverige. Inga underarter finns listade i Catalogue of Life.